# Clarence-Rockland
Clarence-Rockland är en kommun (city) i Kanada.   Den ligger i provinsen Ontario, i den sydöstra delen av landet, 40 km öster om huvudstaden Ottawa. Clarence-Rockland ligger 55 meter över havet och antalet invånare är 20 790.